# ADAMTS17
ADAMTS17‏ (ADAM metallopeptidase with thrombospondin type 1 motif 17) هوَ بروتين يُشَفر بواسطة جين ADAMTS17 في الإنسان.